# إليز ماثيوز
إليز ماثيوز (بالإنجليزية: Elise Matthews)‏ هي لاعبة جمباز بهلوانية ‏ بريطانية، ولدت في 6 يونيو 1993.